# Pedro Ornellas
Pedro Ornellas, nome artístico de Pedro Augusto de Ornellas (Marialva, 1951) é um poeta e trovador brasileiro, radicado na cidade de São Paulo.
Pedro Ornellas é poeta dedicado ao cultivo do que convencionou-se chamar de trova, isto é, o poema monostrófico de quatro versos em redondilhas menores. Neste gênero, Pedro Ornellas consagrou-se junto à União Brasileira de Trovadores (UBT), onde é conhecido como um grande trovador. Neste movimento, Pedro Ornellas ingressou na década de 1980, após desligar-se da Federação Brasileira de Entidades Trovistas (FEBET), entidade da qual participou da fundação com Eno Teodoro Wanke e outros escritores.
Na UBT, Pedro Ornellas alcançou grande projeção, sendo premiado em diversos certames de trova, a maioria conhecida como Jogos Florais. Em Nova Friburgo, na década de 1990, obteve o título de Magnífico Trovador, no gênero lírico/filosófico, após três classificações subsequentes entre os dez primeiros colocados. 
Em 2003, obteve novamente o título de "Magnífico Trovador" após três classificações no gênero humorístico. 
Obteve também o status de "Trovador Notável" instituido pela UBT Pouso Alegre MG por mesmo critério de Nova Friburgo. 
Obteve o 1º lugar em trova filosófica na primeira edição do prêmio Menestrel (O Oscar da Trova), instituído pela UBT Juiz de Fora, década de 90, que infelizmente foi descontinuado. Sua trova que se tornou antológica foi a seguinte:
Se o erro ficou distante
seja pleno o teu perdão...
Não se cobra ao diamante
seu passado de carvão!

Entre todas as suas premiações, no entanto, destacam-se as obtidas na cidade fluminense de Nova Friburgo, nos seus importantes Jogos Florais, o mais antigo concurso literário realizado no Brasil, de forma ininterrupta desde 1960.
Pedro Ornellas destacou-se principalmente no gênero humorístico, no qual obteve, segundo o site Falando de Trova, quatro vezes o 1º lugar, a saber, em 1987, 1993, 1998, e 2003, além de vencedor entre o 2º e o 5º lugares, menções honrosas e menções especiais.
A primeira delas, premiada em 1987, tornou-se uma das trovas humorísticas mais conhecidas de todos os tempos. Ei-la:

A situação tá tão feia,
minha grana tão escassa,
que o vizinho churrasqueia
e eu passo o pão na fumaça!

Pedro Ornellas também se destacou na produção do soneto clássico.
Resgatou o interesse pelo soneto hendecassílabo (versos com onze sons) de sonoridade ímpar, que há muito
estava praticamente esquecido. Alegra-se de ter despertado em grandes sonetistas como Octávio Venturelli,
Divenei Boseli, Thalma Tavares e Francisco Macedo e outros, o gosto pelo hendecassílabo.
Um de seus sonetos mais conhecidos é "A Figueira":

Orgulho da casa de outrora, na frente,
altiva figueira, frondosa se erguia...
Seu porte soberbo me fez reverente
sem nunca supor que tombasse algum dia!

Mas num vendaval que se armou de repente,
partiu-se a figueira e, sem crer no que via,
então constatei que a gigante imponente
por dentro era podre e ninguém percebia!

Também muita gente que bem nos parece
perdendo valores, por dentro apodrece,
mantendo por fora a aparência altaneira.

Ilude algum tempo com falsa nobreza,
porém, cedo ou tarde, terá com certeza
o mesmo destino da velha figueira!
Apesar de ter inúmeros trabalhos publicados em antologias, jornais, revistas, etc., somente em 2018 finalmente publicou o seu primeiro livro
"RESGATANDO AURORAS" que inclui 200 trovas lírico-filosóficas, 150 trovas humorísticas e 39 sonetos, além de algumas crônicas, haicais, pensamentos e provérbios.
Além de poeta, Pedro Ornellas é também compositor sertanejo com dezenas de músicas gravadas por 
intérpretes como Dino Franco e Mouraí, Pedro Bento e Zé da Estrada e muitos outros.
Formou com Campos Sales (também poeta e compositor) a dupla sertaneja, que batizou de “Os Trovadores 
do Campo”. Gravaram mais de 50 músicas em três CDs lançados pela Gravadora Chororó, de São Paulo. 
Participaram de programas ilustres como "Viola Minha Viola" TV Cultura, São Paulo; "Brasil Caipira" 
TV Câmara, Brasília; "No Alto da Serra", São Bernardo do Campo, "Pé na Roça", Nova Friburgo, entre outros.
A longa e estreita parceria só se desfez com a morte de Campos, em 2017.